# 여자를 찾습니다 (영화)
"여자를 찾습니다"(I Am Looking For A Wife)는 한국에서 제작된 하길종 감독의 1976년 영화이다. 하재영 등이 주연으로 출연하였고 한갑진 등이 제작에 참여하였다.

## 출연

### 주연
- 하재영
- 윤미라

### 조연
- 서나미
- 송필연

## 기타
- 원작자: 김주영
- 제작부장: 안정무
- 제작담당: 이헌우
- 조명: 이억만
- 녹음: 이재웅
- 소품: 김정남
- 효과: 손효신